# The Amp
The Amp foi um canal de televisão por satélite e a cabo que exibia principalmente videoclipes de música alternativa, de propriedade da British Sky Broadcasting, e operado por Chart Show Channels. Foi ao ar como parte de um trio, com Scuzz e Flaunt sendo seus canais irmãos.

## História
Com o domínio da MTV no mercado da música, a BSkyB criou os canais musicais The Amp, Scuzz e Flaunt. The Amp foi ao ar em abril de 2003, com transmissão de videoclipes de música alternativa, juntamente com uma seleção de trip hop, downtempo, eletrônica. Teve sua identidade e conceito da marca criada pela empresa Blue Source.
Em setembro de 2004, Jo Wallace, então presidente dos canais de música da BSkyB, foi transferido para o Sky One. Após a movimentação, a BSkyB fechou um contrato de operação de seus canais de música com a Chart Show Channels.

### Encerramento
Em março de 2006 o canal foi substituído pelo Bliss, um canal voltado a música pop. Embora o canal tivesse uma base de fãs leais, ele não conseguiu alcançar um público amplo o suficiente e não era econômico.